# Eisenbahnunfall von Dinkelscherben
Der Eisenbahnunfall von Dinkelscherben am 31. Juli 1928 war ein Auffahrunfall zweier Züge, verursacht durch eine Weichen- und Signalstörung. Dabei kamen 23 Menschen ums Leben.

## Ausgangslage
Der Bahnhof von Dinkelscherben liegt an der Bahnstrecke Augsburg–Ulm. Dessen Stellwerk für die westliche Bahnhofseinfahrt wurde umgebaut. Den Zugverkehr regelte so lange ein Behelfsstellwerk.
Am Nachmittag des Unfalltages wurde hier der in östliche Richtung fahrende G 7535, beladen mit leeren Ölfässern, in ein Überholungsgleis eingefahren, um dem folgenden BP 911 von Saarbrücken nach München die Durchfahrt durch den Bahnhof zu ermöglichen. In diesem reisten viele Urlauber in die Alpen. Der Beschleunigte Personenzug hielt hier fahrplanmäßig nicht. Er wurde von der Dampflokomotive 17 408 gezogen.
Nachdem der Güterzug in das Überholungsgleis eingefahren war, erteilte der Fahrdienstleiter dem zuständigen Stellwerkmitarbeiter den Auftrag, die entsprechende Weiche wieder für die nachfolgende Durchfahrt des Personenzugs über das Durchgangsgleis zurückzustellen. Der Stellwerksmitarbeiter zog die entsprechenden Hebel, um die Fahrstraße demgemäß zu stellen.

## Unfallhergang
Der Stellwerkmitarbeiter nahm nun an, die Fahrstraße sei ordnungsgemäß gestellt. Er hätte das durch einen Blick auf die für ihn einsehbare Weiche überprüfen können. Er verließ sich aber auf die Technik und tat das nicht. Dem Fahrdienstleiter meldete er, dass die Fahrstraße gestellt sei, der daraufhin die Einfahrt freigab. Aufgrund der Umbauarbeiten an dem Stellwerk funktionierte aber weder die Umstellung der Weiche zurück auf das Durchgangsgleis noch die Signalabhängigkeit zur Weichenstellung. So kam es, dass die Weiche nicht zurückgestellt war, der BP 911 aber das Signal „Fahrt frei“ erhielt. Er näherte sich mit 60–70 km/h dem Bahnhof. Dessen Lokomotivführer erkannte die falsch gestellte Weiche noch, löste eine Schnellbremsung aus, konnte den Zug aber nicht mehr zum Halten bringen, bevor er gegen 16:00 Uhr auf das Ende des Güterzugs auffuhr. Der Personenzug bestand überwiegend aus Wagen mit Holzaufbau, die zertrümmert wurden. Die Lokomotive kippte zur Seite.

## Folgen
23 Menschen starben: 19 kamen sofort ums Leben, 4 starben später im Krankenhaus. 51 Menschen wurden verletzt.
Da im Ort nur eine Trage vorhanden war, wurden die Verletzten mit Bänken und anderen Gerätschaften in den Speisesaal einer nahe gelegenen Gastwirtschaft gebracht, wo eine medizinische Erstversorgung stattfand. Nach einer Stunde traf der Hilfszug aus Augsburg ein. Die Verletzten wurden nach und nach in die Krankenhäuser nach Zusmarshausen und Augsburg gebracht.
Einer der Verstorbenen war der Priester und Lehrer Wilhelm Götzmann (Rastatt). In einem Nachruf seiner Schule hieß es: „Er ging in die Ewigkeit zu der Ruhe, die ihm Schülergrausamkeit auf Erden so oft verwehrt hatte.“